# Victoria (departement)
Victoria is een departement in de Argentijnse provincie Entre Ríos. Het departement (Spaans: departamento) heeft een oppervlakte van 6822 km² en telt 34.097 inwoners. Analfabetisme is 4,6% in 2001.

## Plaatsen in departement Victoria
- Antelo
- Chilcas
- Distrito Pajonal
- Hinojal
- Laguna del Pescado
- Molino Doll
- Montoya
- Rincón del Doll
- Rincón de Nogoyá
- Victoria